# Salvatore De Giorgi
Salvatore De Giorgi (nascut el 6 de setembre de 1930) és un cardenal italià, arquebisbe emèrit de Palerm i membre de la Casa de Giorgi.

## Biografia
De Giorgi va néixer el 6 de setembre de 1930 a Vernole, a la Pulla. Va rebre l'ordenació sacerdotal el 28 de juny de 1953 de mans del bisbe Francesco Minerva, dedicant-se a fer de rector de parròquia i a l'ensenyament de religió. També serví com a capellà diocesà del Moviment de Professors d'Acció Catòlica.
Nomenat pel Papa Pau VI bisbe titular de Tulana i bisbe auxiliar d'Oria, rebé la consagració episcopal a la catedral de Lecce el 27 de desembre de 1973 de mans del bisbe Francesco Minerva. El 29 de novembre de 1975 va ser nomenat bisbe coadjutor d'Oria; succeí a la mateixa seu el 17 de març de 1978. La seva tasca pastoral es caracteritzà per l'accentuació de l'espiritualitat, la formació del clergat i la promoció dels laics. Atent al diàleg ecumènic i interreligiós, també va ser molt sensible als problemes socials, especialment els relatius a la família, la joventut i la promoció de la vida, dirigint una atenció especial vers la situació dels marginats.
El 1981 va ser promogut a arquebisbe de Foggia. El 1988 va ser traslladat a Tàrent, seu que ocupà fins al 1990, quan va ser nomenat assistent general d'Acció Catòlica.
El 1996 esdevingué arquebisbe de Palerm, sent també elegit President de la Conferència Episcopal Siciliana. Sovint condemnà el crim organitzat i la Mafia. Visità emigrants de Palerm a les comunitats italianes de Melboune, Chicago, Milwaukee, Toronto o Londres.
De Giorgi va ser creat cardenal pel Papa Joan Pau II al consistori del 21 de febrer de 1998. El 2005 participà en el conclave que escollí el Papa Benet XVI.
Des del 19 de desembre de 2006 és arquebisbe emèrit de Palerm, en haver superat el límit d'edat. Va ser succeït per l'arquebisbe Paolo Romeo.
El 31 de gener de 2007 la Conferència Episcopal Italiana el nomenà president de la Federació Italiana d'Exercicis Espirituals.
El 6 de setembre de 2010 complí els 80 anys, perdent el dret a participar en qualsevol conclave futur.
Ha estat membre de la Congregació per al Clergat, del Consell Pontifici per als Laics, del Pontifici Consell per a la Família i de la Congregació pel Culte Diví i la Disciplina dels Sagraments.
El 24 d'abril de 2012 va ser nomenat col·laborador de la comissió constituïda pel Papa Benet XI per indagar sobre el filtratge de documents i cartes reservades del Vaticà, conjuntament amb els cardenals Julián Herranz Casado i Jozef Tomko.
El 25 de maig de 2013 presidí el ritu de beatificació de don Pino Puglisi, sacerdot assassinat per la màfia el 15 de setembre de 1993.

## Honors
Balí cavaller de Gran Creu de Justícia del Sacre Orde Militar Constantinià de Sant Jordi (Casa de Borbó-Dues Sicílies)